# Albert Brasseur
Pour les articles homonymes, voir Jules Dumont (homonymie), Dumont et Brasseur.
Jules Dumont, dit Albert Brasseur, né le 12 février 1860 à Paris 11e et mort le 13 mai 1932 à Maisons-Laffitte, est un comédien, chanteur lyrique et directeur de théâtre français.

## Biographie
Fils du de l’acteur parisien à succès, Jules Brasseur, ce dernier, le destinant à Saint-Cyr, a fait suivre des études de sciences et de lettres au lycée Condorcet, qui ne devaient pas avoir plus de succès que celles que lui-même avait entreprises à Charlemagne. Ayant toujours entendu parler des auteurs, des artistes, il se sentait instinctivement attiré par la carrière théâtrale et demandait un rôle à son père, qui lui répondait de préparer Saint-Cyr et ne pas s’occuper pas des comédiens.
Le hasard a un jour fini par venir au secours de ses aspirations lorsqu’à la veille de distribuer l’opérette La Fleur d’Oranger d’Alfred Hennequin et de Victor Bernard, sur une musique d’Auguste Coédès, que Brasseur père était en train de monter aux Nouveautés les auteurs ont auditionné Céline Montaland pour un rôle de collégien, qu’elle devait jouer en travesti. Hennequin, qui assistait à l’audition, jugeant vite cette comédienne insuffisante, et comme personne n’était là pour la remplacer, les auteurs — et le directeur — ont prié le jeune Brasseur, âgé de 17 ans à peine, qui se trouvait là de prendre la brochure et de lire le texte.
Une fois, le rôle lu, Hennequin s’écrie : « Mais il est délicieux, ce petit-là ! Il est amusant comme tout ! c’est lui qui devrait jouer notre pièce ! » Malgré les protestions du père, comme aucun interprète convenable n’avait été trouvé pour le rôle, le jour de la première, il devait faire son entrée en scène par la fenêtre du premier étage en descendant au long d’un treillage, mais rate son entrée et tombe au milieu du théâtre, déclenchant l’hilarité du public, redoublée encore par sa mine ahurie. C’est un triomphe. À l’entracte, tout le monde se précipite sur Brasseur père pour lui demander quel est donc « ce petit bonhomme si cocasse. » Et le père de répondre : « Je ne sais pas. Un débutant. Il s’est engagé sous le nom d’Albert. Mais il ne veut pas continuer à faire du théâtre. Ne vous emballez pas sur lui. » Henri Meilhac et Sarcey, qui se trouvaient dans la salle, lui ont prédit une belle carrière et sont arrivés à décider le père à faire de son fils un comédien.
À vingt ans, il crée la Cantinière, Babolin, le Royaume des femmes, Adam et Ève. À son retour du régiment, il crée aux Nouveautés, Serment d’amour, le Château de Tire Larigot, l’Amour mouillé, le Roi de carreau, Ménages parisiens. Réclamé par toutes les scènes du Boulevard, il passe, en février 1890, au Variétés, où il restera 24 ans.
Entre autres créations dans ce théâtre, on l’a vu dans Paris, port de mer, Les Variétés de l’année, le Cabinet du diable, le Pompier de service, Paris qui marche, le Premier mari de France, le Sire de Vergy de Claude Terrasse. Il a défendu le répertoire d’Offenbach et d’Hervé, avec la Vie parisienne, les Brigands, Orphée aux Enfers, l’Œil crevé, Chilpéric, le Petit Faust, Geneviève de Brabant, où il triomphe, le 21 février 1908, il crée, au théâtre des Variétés, dans le rôle de Pitou.
Quand Henri Lavedan donne le Nouveau Jeu et le Vieux Marcheur aux Variétés, il désigne tout de suite Albert Brasseur comme interprète. Maurice Donnay le désire pour Éducation de Prince et Alfred Capus le réclame pour la Veine et les Deux Écoles. Les auteurs attitrés des Variétés, Caillavet et Robert de Flers vont écrire pour lui des rôles lui permettant de déployer sa prodigieuse fantaisie, autant de personnages autant de succès, comme le Sire de Vergy, Monsieur de la Palisse, Miquette et sa mère, le Roi, le Bois Sacré, l’Habit Vert.
À la veille de la guerre, il interprète Ma tante d’Honfleur, de Paul Gavault. Pendant les hostilités, il est le pensionnaire de Hertz et Coquelin à la Porte Saint-Martin et l’Ambigu, il y reprend la Roussotte, Lili, Mam’zelle Nitouche, le Vieux Marcheur et y crée le Système D. Dès l’armistice, il joue au Théâtre Michel, où il crée Quand le diable y serait, de Rip et Gignoux, avant de passer à l’Athénée pour y jouer le Parada fermé. C’est alors que Gustave Quinson l’engage au Palais-Royal. Il a, en outre, été l’interprète de Pierre Veber, d’Yves Mirande, et c’est dans une revue de Rip qu’il a créé ses derniers rôles. C’est là qu’il a reçu le ruban de chevalier de la Légion d’honneur.
Après une dernière apparition au théâtre du Palais-Royal, en 1930, il se retire de la scène, après avoir perdu sa voix. En plus du théâtre, chaque été, en compagnie de son frère Jules Brasseur, il entreprenait une tournée dans les villes d’eaux, en Belgique, en Italie, en Espagne, à Londres et même en Amérique du Sud. Comme dramaturge, il est l'auteur de plusieurs pièces de théâtre dont la Crémaillère et  Le Soulier de Jacquot. Dans ses dernières années, il s’était retiré dans sa propriété de Maisons-Laffitte où il avait joué tout enfant, aux côtés de ses parents et de son frère. Il y vivait « en sage », évoquant ses souvenirs de carrière lorsque, atteint d’une crise d’angine de poitrine, il s’est éteint, le lendemain matin, dans les bras de son épouse, la chanteuse et actrice Juliette Darcourt, qu’il avait épousée, le 19 septembre 1918.

## Distinctions
- Officier de l'Instruction publique
- Chevalier de la Légion d'honneur (1927)

## Carrière

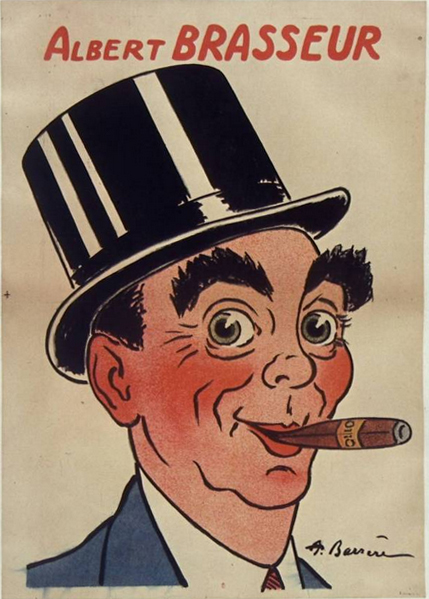
Albert Brasseur caricaturé par Adrien Barrère en 1900.

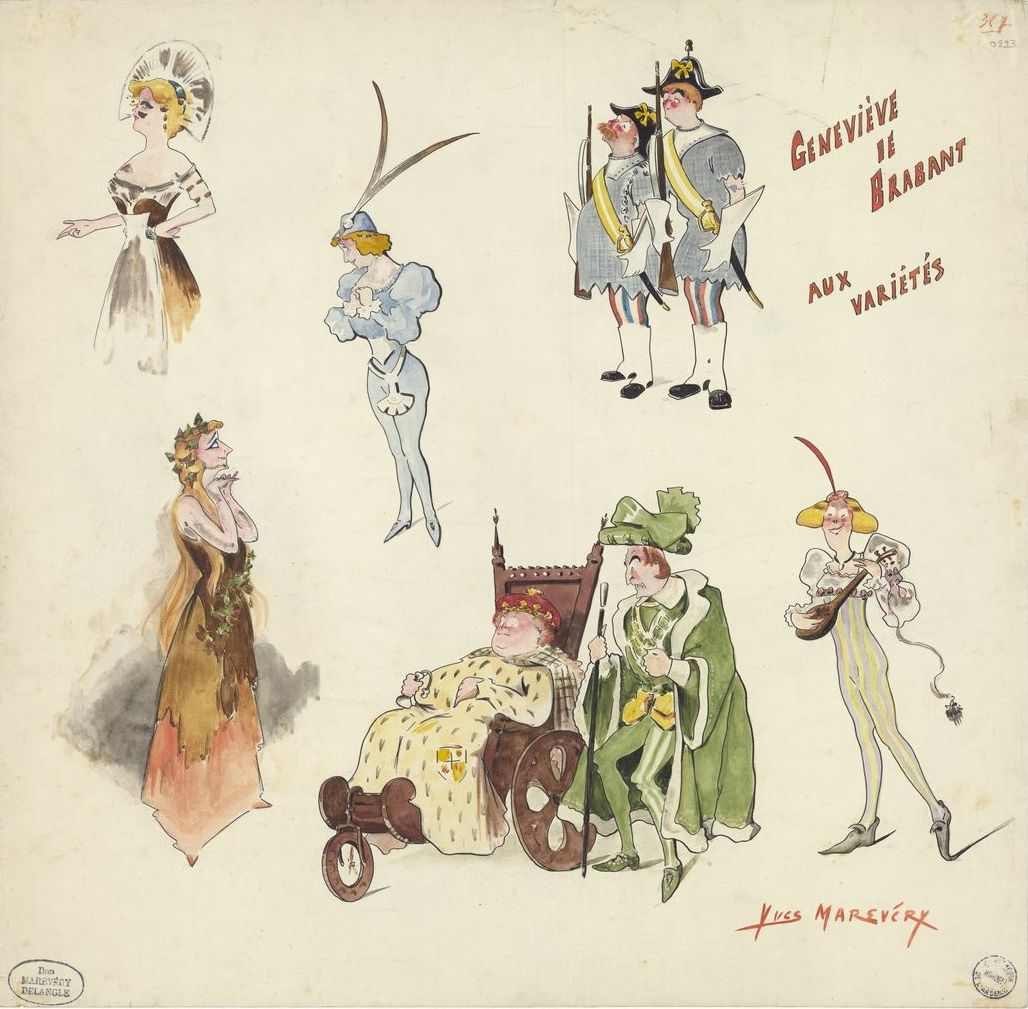
Geneviève de Brabant, dessin de Yves Marevéry, 1908.

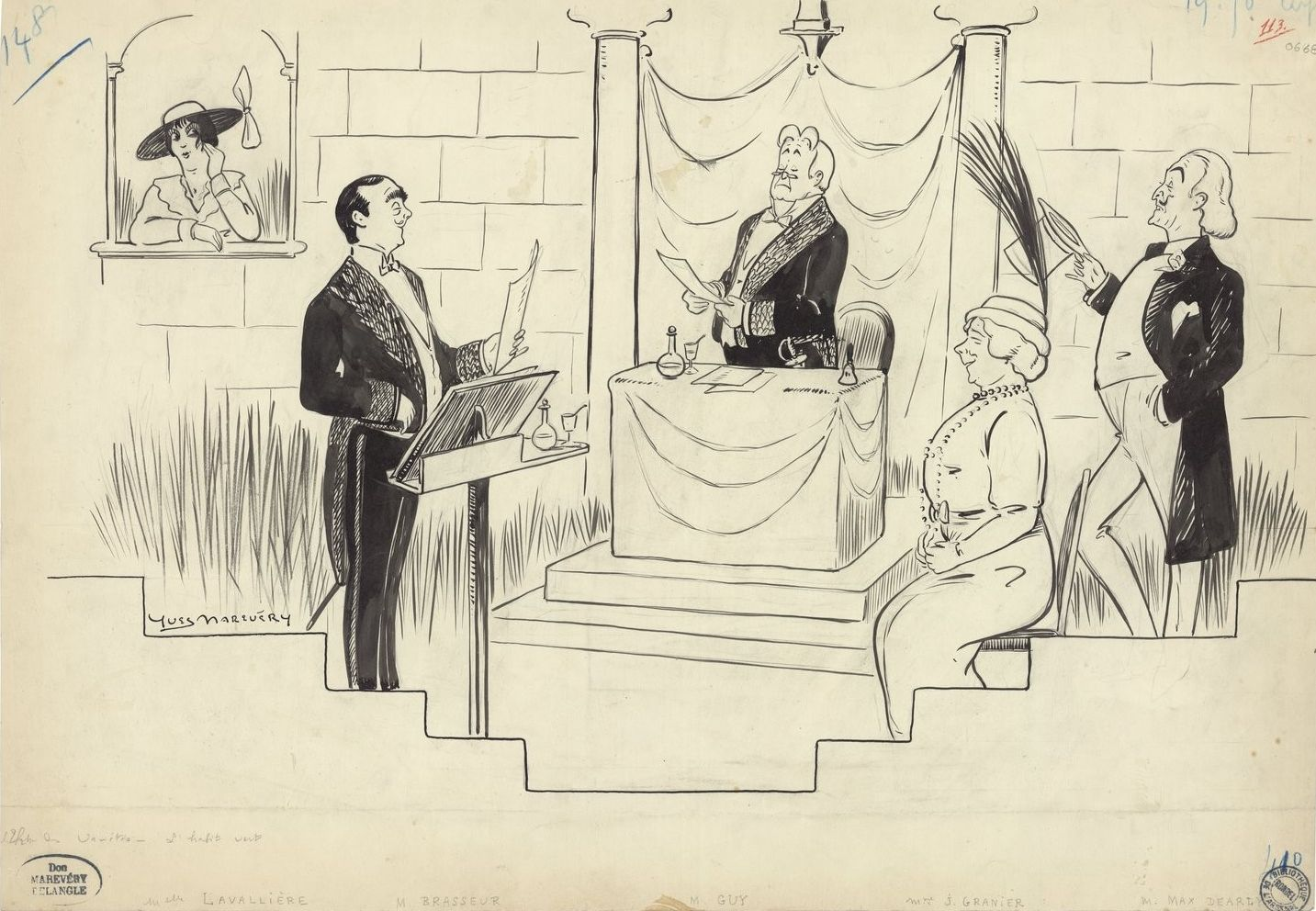
L’Habit vert, dessin de Yves Marevéry, 1912.

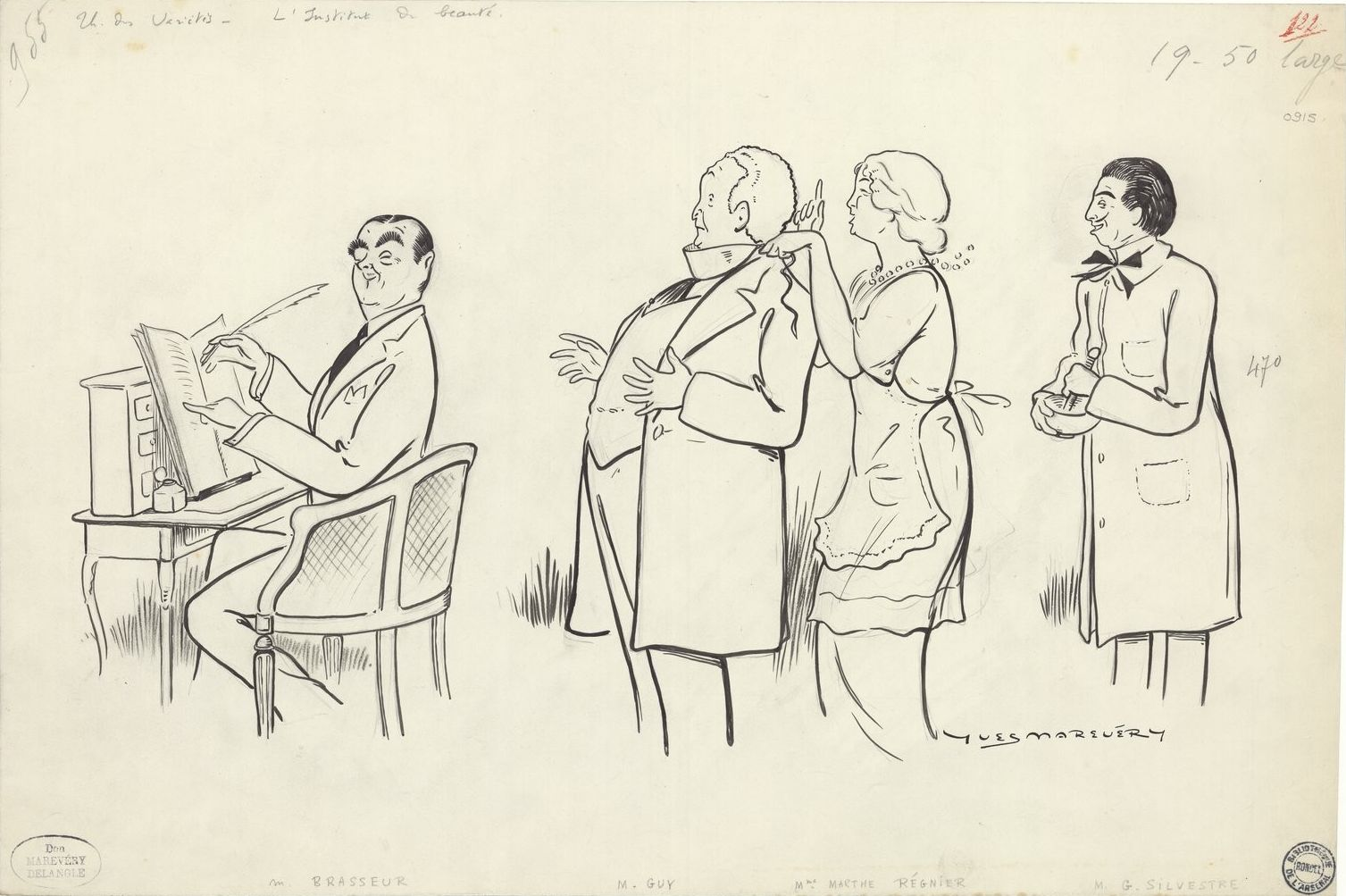
L'Institut de beauté, dessin de Yves Marevéry, 1913.

- 1883 : Le Roi de carreau d'Eugène Leterrier et Albert Vanloo, théâtre des Nouveautés.
- 1884 : L'Oiseau bleu de Henri Chivot et Alfred Duru, théâtre des Nouveautés.
- 1884 : Babolin de Paul Ferrier et Jules Prével, théâtre des Nouveautés.
- 1884 : Le Château de Tire-Larigot d'Ernest Blum et Raoul Toché, théâtre des Nouveautés.
- 1885 : La Vie mondaine d'Émile de Najac et Paul Ferrier, théâtre des Nouveautés.
- 1886 : Serment d'amour de Maurice Ordonneau, théâtre des Nouveautés.
- 1886 : Adam et Ève d'Ernest Blum et Raoul Toché, théâtre des Nouveautés.
- 1887 : L'Amour mouillé de Jules Prével et Armand Liorat, théâtre des Nouveautés.
- 1887 : Les Saturnales d'Albin Valabrègue, théâtre des Nouveautés.
- 1887 : La Lycéenne de Georges Feydeau, théâtre des Nouveautés.
- 1888 : La Volière de Charles Nuitter et Alexandre Beaume, théâtre des Nouveautés.
- 1888 : Le Puits qui parle d'Alexandre Beaume et Paul Burani, théâtre des Nouveautés.
- 1889 : Le Royaume des femmes d'Ernest Blum et Raoul Toché, théâtre des Nouveautés.
- 1890 : Samsonnet de Paul Ferrier, théâtre des Nouveautés.
- 1891 : Paris port de mer d'Henri Blondeau et Hector Monréal, théâtre des Variétés.
- 1892 : Les Variétés de l'année d’Henri Blondeau et Hector Monréal, théâtre des Variétés.
- 1892 : La Belle Hélène, opéra-bouffe de Jacques Offenbach, livret Henri Meilhac et Ludovic Halévy, Théâtre des Variétés.
- 1892 : La Bonne à tout faire d'Oscar Méténier et Jean-Louis Dubut de Laforest, théâtre des Variétés.
- 1893 : Le Premier Mari de France d'Albin Valabrègue, théâtre des Variétés.
- 1894 : L'Article 214 d'André Sylvane et Maurice Ordonneau, théâtre des Variétés.
- 1896 : Une semaine à Paris d’Henri Blondeau et Hector Monréal, théâtre des Variétés.
- 1896 : Le Carillon d'Ernest Blum et Paul Ferrier, théâtre des Variétés.
- 1896 : La Belle Hélène, théâtre des Variétés (reprise).
- 1897 : Le Pompier de service de Paul Gavault et Victor de Cottens, théâtre des Variétés.
- 1898 : Le Nouveau Jeu d'Henri Lavedan, théâtre des Variétés.
- 1898 : Les Petites Barnett de Paul Gavault et Louis Varney, théâtre des Variétés.
- 1899 : Le Vieux Marcheur d'Henri Lavedan, théâtre des Variétés.
- 1899 : La Belle Hélène, théâtre des Variétés (reprise).
- 1900 : Mademoiselle George de Victor de Cottens et Pierre Veber, théâtre des Variétés.
- 1901 : Les Médicis d'Henri Lavedan, théâtre des Variétés.
- 1901 : La Veine d'Alfred Capus, théâtre des Variétés.
- 1902 : Les Deux Écoles d'Alfred Capus, théâtre des Variétés.
- 1902 : Orphée aux Enfers, opéra bouffe en deux actes et quatre tableaux d’Hector Crémieux et Ludovic Halévy, sur une musique de Jacques Offenbach, théâtre des Variétés.
- 1903 : Le Sire de Vergy, opérette de Claude Terrasse, livret Gaston Arman de Caillavet, théâtre des Variétés.
- 1903 : Le Beau Jeune Homme, comédie en cinq actes, d'Alfred Capus, théâtre des Variétés, 27 février.
- 1904 : La Belle Hélène, théâtre des Variétés (reprise).
- 1904 : La Chauve-souris de Johann Strauss fils, livret français Paul Ferrier, Henri Meilhac et Ludovic Halévy, théâtre des Variétés.
- 1904 : Monsieur de la Palisse, opérette de Claude Terrasse, livret Robert de Flers et Gaston Arman de 2024-2-20, théâtre des Variétés.
- 1904 : Le Petit Duc, opéra-comique de Charles Lecocq, livret Henri Meilhac et Ludovic Halévy, théâtre des Variétés.
- 1905 : Le Bonheur, mesdames ! de Francis de Croisset, théâtre des Variétés.
- 1906 : La Piste de Victorien Sardou, théâtre des Variétés.
- 1906 : Miquette et sa mère de Robert de Flers et Gaston Arman de Caillavet, théâtre des Variétés.
- 1907 : La Revue du centenaire de Paul Gavault, Pierre-Louis Flers et Eugène Héros, théâtre des Variétés.
- 1907 : L'Amour en banque de Louis Artus, théâtre des Variétés.
- 1907 : Le Faux-pas d'André Picard, théâtre des Variétés.
- 1908 : Geneviève de Brabant, opéra-féerie en trois actes, paroles d’Hector Crémieux et Étienne Tréfeu ; musique de Jacques Offenbach, le 21 février 1908 au Théâtre des Variétés, Paris, 1908.
- 1908 : Le Roi de Robert de Flers, Gaston Arman de Caillavet, Emmanuel Arène, théâtre des Variétés.
- 1909 : Le Circuit de Georges Feydeau et Francis de Croisset, théâtre des Variétés.
- 1909 : Un ange d'Alfred Capus, théâtre des Variétés.
- 1910 : Le Bois sacré de Robert de Flers et Gaston Arman de Caillavet, théâtre des Variétés.
- 1911 : La Belle Hélène, théâtre des Variétés (reprise).
- 1911 : Les Favorites d'Alfred Capus, théâtre des Variétés.
- 1912 : Orphée aux Enfers, opéra-bouffe de Jacques Offenbach, livret Hector Crémieux et Ludovic Halévy, théâtre des Variétés.
- 1912 : L'Habit vert de Robert de Flers et Gaston Arman de Caillavet, théâtre des Variétés.
- 1913 :  L'Institut de beauté, comédie en trois actes, d'Alfred Capus, théâtre des Variétés.
- 1914 : Les Merveilleuses de Victorien Sardou et Paul Ferrier, théâtre des Variétés.
- 1914 : Ma tante d'Honfleur de Paul Gavault, théâtre des Variétés.
- 1916 : La Roussotte, opérette d'Hervé et Charles Lecocq, livret Henri Meilhac et Ludovic Halévy, théâtre des Variétés.
- 1917 : Le Système D... ou Dodoche et Lulu de Pierre Veber, Henry de Gorsse et Marcel Guillemaud (d) , théâtre de l'Ambigu-Comique.
- 1918 : La Reine joyeuse (Nouveau titre de La Reine s'amuse), opérette de Charles Cuvillier, livret André Barde, théâtre de l'Apollo.
- 1921 : Le Paradis fermé de Maurice Hennequin et Romain Coolus, théâtre de l'Athénée puis théâtre de l'Ambigu-Comique.

## Œuvres
- avec Paul Burani, musique de Robert Planquette, La Crémaillère : pièce en 3 actes, Paris, L. Bathlot, 1885, 33 cm (OCLC 46827967, lire en ligne sur Gallica).
- avec Frantz Jourdain (ill. Job), Jean-Jean, Paris, Librairie illustrée, 1886, 241 p., in-16 (lire en ligne sur Gallica).
- Le Soulier de Jacquot, Paris, Hachette 1899.
- El Zapato de Santiaguillo, Paris, Hachette, 1902.

## Iconographie
- Photographies d'Albert Brasseur par Nadar lire en ligne sur Gallica